# Пролошко житије Светог Саве
Пролошко житије Светог Саве је литургијско, односно богослужбено житије првог српског архиепископа Светог Саве, које је настало недуго након његове смрти 1236. године, а написано је поводом проглашења Саве за светитеља, за време другог српског архиепископа Арсенија. Назива се пролошким због тога што је било саставни део пролога, богослужбене књиге која садржи кратка житија и друге литургијске садржаје посвећене разним светитељима. Првобитни текст овог житија временом је дорађиван и прерађиван, тако да у српској рукописној традицији постоји у неколико верзија, те се стога сматра једним од најразноврснијих текстова у српској средњовековној књижевности.
Поред Пролошког житија Светог Саве постоје и два познија житија истог светитеља:
- Житије Светог Саве од Доментијана, које је написао Савин ученик Доментијан Хиландарац.[4][5][6]
- Житије Светог Саве од Теодосија, које је крајем 13. века или почетком 14. века написао хиландарски монах Теодосије.[7][8][9]